# Leptolaimoides haploopis
Leptolaimoides haploopis is een rondwormensoort uit de familie van de Leptolaimidae. De wetenschappelijke naam van de soort werd voor het eerst geldig gepubliceerd in 1978 door Jensen.